# 和歌山大學前站
和歌山大學前站（日语：／ Wakayama-Daigaku-mae eki */?）是一個位於日本和歌山縣和歌山市中，屬於南海電氣鐵道南海本線的鐵路車站。車站編號為NK43。
此站是和歌山縣與和歌山市等的請願站，是南海電氣鐵道18年來、南海本線的新今宮站46年以來首次加設新站。
由開業時起急行、區間急行、普通各列車停靠，2014年（平成26年）10月18日起特急「南方」也停靠此站（後述）。

## 車站構造
2面2線對向式月台的地面車站，設有跨站式站房。月台有效長度為175m，可停靠8節編組列車。

### 月台配置
| 月台 | 路線   | 方向 | 目的地             |
| ---- | ------ | ---- | ------------------ |
| 1    | 南海線 | 下行 | 和歌山市方向       |
| 2    | 南海線 | 上行 | 難波、關西機場方向 |

## 使用情況
2018年（平成30年）度1日平均上下車人次為9,361人，南海電鐵100個車站當中排行第32位。
各年度1日平均上車、上下車人次數如下表。
| 年度               | 1日平均 上下車人次 | 順位 | 來源         |
| ------------------ | ------------------ | ---- | ------------ |
| 2012年（平成24年） | 2,721              | 63位 | [ 8 ]        |
| 2013年（平成25年） | 4,363              | 54位 | [ 8 ]        |
| 2014年（平成26年） | 7,436              | 40位 | [ 9 ] [ 10 ] |
| 2015年（平成27年） | 8,152              | 38位 | [ 11 ]       |
| 2016年（平成28年） | 8,691              | 33位 | [ 12 ]       |
| 2017年（平成29年） | 8,878              | 33位 | [ 13 ]       |
| 2018年（平成30年） | 9,361              | 32位 |              |

## 相鄰車站
南海電氣鐵道
 南海本線
■特急南方、■急行
岬公園（NK41）－和歌山大學前（Fujito台）（NK43）－和歌山市（NK45）
■區間急行、■普通
孝子（NK42）－和歌山大學前（Fujito台）（NK43）－紀之川（NK44）

## 外部連結
- 和歌山大學前 - 南海電氣鐵道